# Коваленко Ірина В'ячеславівна
Іри́на В'ячесла́вівна Ковале́нко (* 1986) — українська легкоатлетка-стрибунка у висоту; майстер спорту міжнародного класу. Чемпіонка світу серед дівчат (2003) і серед юніорок (2004); чемпіонка України 2007 року у приміщеннях.

## Життєпис
Народилась 1986 року в місті Біла Церква. 1999 року її помітила тренер Людмила Вікторівна Сарана, запросила прийти на стадіон. З 2001 року тренувалася у Валентини Коваленко. Вихованка Київського обласного інтернату спортивного профілю — базується у селищі Терезине.
Чемпіонка юнацького Чемпіонату світу-2003.
2004 року перемогла на Чемпіонаті світу з легкої атлетики серед юніорів.
Бронзова призерка Чемпіонату України з легкої атлетики-2005 — 186 см. Того ж року перемогла на Меморіалі Едуарда Григоряна (Москва).
Срібна призерка Чемпіонату України з легкої атлетики-2006 — 186 см.
Бронзова призерка Всеукраїнських літніх спортивних ігор-2007 — 192 см.
Особистий рекорд — 195 см; встановила 2003 року на Меморіалі Олексія Дем'янюка у Львові.
Закінчила економічний факультет Білоцерківського державного аграрного університету.